# Линдеман, Фриц
Фриц Линдеман, (нем. Fritz Lindemann, 11 апреля 1894, Берлин, Германия — 22 сентября 1944, Берлин, Германия) — немецкий офицер, генерал артиллерии, начальник артиллерийско-технического управления. Участник заговора против Адольфа Гитлера.

## Биография
Родился 11 апреля 1894 года Берлине (район Шарлоттенбург) в семье артиллерийского офицера.
По окончании гимназии поступил в 4-й полк полевой артиллерии, проходил службу в Потсдаме. В 1913 году стал лейтенантом.
С начала Первой мировой войны принимал участие в боевых действиях на западном фронте, в ноябре 1914 года был награждён Железным крестом 2-го класса. В 1916 году произведён в оберлейтенанты, в феврале 1917 года награждён Железным крестом 1-го класса. В 1918 году назначен на должность офицера штаба 35-й пехотной дивизии.
После Ноябрьской революции стал членом Фрайкора, принял активное участие в ликвидации советов в Дюссельдорфе.
С 30 апреля по 3 июня 1919 года в числе пяти офицеров обеспечивал охрану делегации Германии на Парижской мирной конференции, после чего стал интересоваться политикой.
В 1919 году был переведён в рейхсвер, где дослужился до звания подполковника. Являясь сторонником Веймарской республики, отказался от участия Капповском путче 1920 года. 2 октября 1922 года женился.
С 1923 года проходил курсы подготовки персонала Генерального штаба, в 1926 году был откомандирован в Берлин и назначен в отдел военной статистики министерства обороны. Находился в подчинении Курта фон Шлейхера и работал вместе с Фридрихом Ольбрихтом.
В 1929 году назначен командиром батареи 3-го артиллерийского полка в Шпроттау.
В апреле 1932 года прошёл курс дополнительной подготовки офицеров Генерального штаба, учился экономике в Берлинском университете.
Не являясь сторонником нацистов, пришедших к власти в Германии, поддерживал взятый ими курс на перевооружение армии. В 1933—1936 годах преподавал тактику и военную историю в военной академии в Берлине. В 1936 году был переведён в Гамбург в качестве офицера штаба 10-го армейского корпуса, в 1937 году получил звание полковника. 31 июля 1938 года принят на службу в вермахт. 1 августа 1938 года вступил в члены НСДАП.
Незадолго до начала Второй мировой войны был мобилизован в 138-е артиллерийское командование (Arko 138) частей вермахта, принявших участие в нападении на Польшу.
В 1940 году участвовал в оккупации Франции, в 1941 году — в нападении на Советский Союз, за что получил Рыцарский крест.
В январе 1942 года Линдеман принял командование 132-й пехотной дивизией. Зимой она после неудачного штурма Севастополя участвовала в его осаде, понесла большие потери. В апреле-мае 1942 дивизия была пополнена и выделена для проведения операции «Охота на дроф» против войск Крымского фронта, которые обороняли Парчакский перешеек. Она атаковала части 44-й армии на правом фланге наступления, в том числе с помощью катерного десанта и прорвала советский фронт, участвовала в преследовании отступающих. Летом 1942 года командовал дивизией в ходе решительного немецкого наступления при осаде Севастополя и взятии города.
После доукомплектования и отдыха дивизия переброшена под Ленинград, участвовала в оборонительных боях на Волховском фронте, которые усилили сомнения Линдемана в возможности победы Германии в агрессивной войне и неприязнь к нацистскому режиму Гитлера.
В октябре 1943 года Линдеман возглавил штаб артиллерии Верховного командования сухопутных войск, в декабре был произведён в звание генерала артиллерии.
Находясь в этой должности, он наладил контакты генерал-майором вермахта Хеннингом фон Тресковом, уже планировавшим покушение на Гитлера, а также полковником Клаусом Шенком фон Штауффенбергом, убеждённым в том, что нацизм ведёт Германию к неизбежной катастрофе, и с 1944 года принимал активное участие в готовящемся заговоре.
Согласно плану государственного переворота, Линдеману отводилась роль голоса нового правительства: именно он от имени лидера заговорщиков генерала Людвига Бека должен был прочитать по радио текст воззвания к немецкому народу.

Во время покушения на Гитлера 20 июля 1944 года находился в Дрездене, затем тайно прибыл в Берлин и скрывался на квартире своих знакомых.
4 августа 1944 года генерал Фриц Линдеман был изгнан из вермахта, как предавший честь офицера. За его поимку была назначена награда в 500 тысяч рейхсмарок.
3 сентября 1944 года по доносу Линдеман, оказавший сопротивление и получивший огнестрельные ранения ног и живота, был арестован гестапо.
Усилия врачей, направленные на сохранение жизни Линдемана до вынесения приговора, оказались безуспешными: 22 сентября 1944 года он скончался в берлинской тюрьме Плетцензее от последствий полученных ранений.
Внук Фрица Линдемана — журналист Андреас Петцольд, главный редактор журнала Stern.

## Награды
- Железный крест (1914) 2-го и 1-го классов (Королевство Пруссия)
- Ганзейский крест Гамбурга
- Почётный крест Первой мировой войны 1914/1918 с мечами
- Медаль «За выслугу лет в вермахте» с 4-го по 1-й класс
- Пряжка к Железному кресту 2-го и 1-го класса
- Рыцарский крест Железного креста (04.09.1941)
- Немецкий крест в золоте (23.08.1942)
- Крымский щит
- Почётная пряжка на ленте для сухопутных войск (1942)
- Орден Михая Храброго 3-й степени (08.05.1942, Королевство Румыния)
- Орден Короны Румынии большой офицерский крест с короной и мечами (1942, Королевство Румыния)